# 银行交叉口
银行交叉口（英語：Bank junction）是伦敦的历史与金融中心伦敦市的主要交通路口，九条街汇聚于此：
- 针线街（东北，通往主教门）
- 康希尔（东，通往 利德贺街）
- 朗伯德街（东南，通往恩典堂街、威廉王街）
- 市长官邸坊（南，通往伦敦市长官邸之东）
- Walbrook（南，通往坎农街）
- 市长官邸街（西，通往家禽街和维多利亚女王街）
- 维多利亚女王街（西南，通往黑衣修士）
- 家禽街（西，通往齐普赛街）
- 王子街（西北，通往Moorgate)

威廉王街开始于交叉口以南不远的朗伯德街。
银行交叉口东北角的针线街上是1734年成立的英格兰银行总行，被称为“针线街的老小姐”，或“老小姐”。针线街对面的皇家交易所，于1565年由托马斯·格雷沙姆建立，附近的格雷沙姆街以其命名。皇家交易所大门外是第一代威灵顿公爵阿瑟·韦尔斯利的骑马雕像，1844年安放。皇家交易所门前还有纪念在第一次世界大战中参战和阵亡的伦敦人的纪念碑。
银行交叉口南侧是伦敦市长官邸，自1752年建成以来一直是伦敦市市长的官邸。
银行交叉口也是伦敦最繁忙的地铁站之一银行及纪念碑站的所在地。该站得名于英格兰银行和附近的伦敦大火纪念碑，建于1900年，服务于中央线、北线、滑铁卢及城市线以及码头区轻轨铁路。银行站与环线和区域线的纪念碑站共站，构成世界最复杂的地铁站之一。
51°30′48″N 0°05′21″W / 51.513433°N 0.089045°W